# Larnaca distincta
Larnaca distincta är en insektsart som först beskrevs av Brunner von Wattenwyl 1888.  Larnaca distincta ingår i släktet Larnaca och familjen Gryllacrididae. Inga underarter finns listade i Catalogue of Life.